# Wolfgang Dahmen
Wolfgang Dahmen (Linnich, 19 de outubro de 1949) é uma matemático alemão. Trabalha com teoria da aproximação, análise numérica e equações diferenciais parciais.
Obteve um doutorado em 1976 na Universidade Técnica da Renânia do Norte-Vestfália em Aachen, com a tese Asymptotisch optimale Approximation für klassische und exponentielle Konvergenzgeschwindigkeiten, orientado por Ernst Görlich.
Em 2002 recebeu o Prêmio Gottfried Wilhelm Leibniz.